# Китаева, Мария Петровна
Мария Петровна Китаева (28 июля 1951 года, село Верхняя Луговатка, Верхнехавский район, Воронежская область) — передовик сельскохозяйственного производства, доярка. Герой Социалистического Труда (1990). Последний Герой Социалистического Труда по Воронежской области.

## Биография
Родилась 28 июля 1951 года в крестьянской семье в селе Луговатка Верхнехавского района Воронежской области. Работала дояркой в совхозе имени 60-летия СССР агропромышленного объединения города Воронежа.
В 1990 году была удостоена звания Героя Социалистического Труда «за достижение высоких результатов в повышении продуктивности дойного стада на основе внедрения прогрессивных технологий, большой личный вклад в увеличение производства молока и проявленный трудовой героизм».
Согласно данным от 2008 года проживала в посёлке Подклетное Советского района города Воронежа.

## Награды
- Герой Социалистического Труда — указом № 480 Президента СССР от 6 августа 1990 года
- Орден Ленина